# Mount McKerrow
Mount McKerrow ist ein 2179 m hoher, markanter Berg in der antarktischen Ross Dependency. In der Surveyors Range ragt er rund 8 km nördlich des Thompson Mountain an der Ostflanke des Starshot-Gletschers auf. 
Teilnehmer einer von 1960 bis 1961 durchgeführten Kampagne im Rahmen der New Zealand Geological Survey Antarctic Expedition benannten ihn nach dem neuseeländischen Geodäten James McKerrow (1834–1919).